# Sondre Skogen
Sondre Skogen (13 augustus 2000) is een Noors voetballer die door SBV Excelsior van Feyenoord gehuurd werd.

## Carrière
Sondre Skogen speelde in de jeugd van Lierne Fotball, Steinkjer FK en Rosenborg BK. Van 2019 tot 2020 maakte hij deel uit van het reserveteam van Rosenborg, waarmee hij in 2019 van de 3. divisjon naar de 2. divisjon promoveerde. Ook zat hij enkele wedstrijden op de bank bij het eerste elftal, maar debuteerde nooit.
De eerste helft van het seizoen 2020/21 werd hij samen met teamgenoot Mikael Tørset Johnsen door Feyenoord gehuurd voor Feyenoord onder 21. Na een half jaar nam Feyenoord Skogen definitief over en kreeg hij een contract tot het einde van het seizoen met een optie voor twee extra seizoenen. Omdat Feyenoord onder 21 door de coronacrisis geen wedstrijden meer speelde, werd hij voor een half jaar aan SBV Excelsior verhuurd. Hij debuteerde in het betaald voetbal voor Excelsior op 28 maart 2021, in de met 0-3 verloren thuiswedstrijd tegen Helmond Sport. Hij begon in de basisopstelling en werd in de 79e minuut vervangen door Sander Fischer. In de met 1-1 gelijkgespeelde uitwedstrijd tegen Telstar op 16 april 2021 scoorde hij zijn eerste doelpunt.

### Statistieken
| Seizoen                     | Club            | Land           | Competitie     | Competitie | Competitie | Beker | Beker | Internationaal | Internationaal | Totaal | Totaal |
| Seizoen                     | Club            | Land           | Competitie     | Wed.       | Dlp.       | Wed.  | Dlp.  | Wed.           | Dlp.           | Wed.   | Dlp.   |
| --------------------------- | --------------- | -------------- | -------------- | ---------- | ---------- | ----- | ----- | -------------- | -------------- | ------ | ------ |
| 2019                        | Rosenborg BK    | Noorwegen      | Eliteserien    | 0          | 0          | 0     | 0     | 0              | 0              | 0      | 0      |
| 2020                        | Rosenborg BK    | Noorwegen      | Eliteserien    | 0          | 0          | 0     | 0     | 0              | 0              | 0      | 0      |
| 2020                        | Rosenborg BK II | Noorwegen      | 2. Divisjon    | 10         | 4          | –     | –     | –              | –              | 10     | 4      |
| 2020/21                     | → Feyenoord     | Nederland      | Eredivisie     | 0          | 0          | 0     | 0     | 0              | 0              | 0      | 0      |
| 2020/21                     | Feyenoord       | Nederland      | Eredivisie     | 0          | 0          | 0     | 0     | 0              | 0              | 0      | 0      |
| 2020/21                     | → Excelsior     | Nederland      | Eerste divisie | 4          | 1          | 0     | 0     | –              | –              | 4      | 1      |
| Carrièretotaal              | Carrièretotaal  | Carrièretotaal | Carrièretotaal | 14         | 5          | 0     | 0     | 0              | 0              | 14     | 5      |
| Bijgewerkt op 22 april 2021 |                 |                |                |            |            |       |       |                |                |        |        |